# Magwengiella nycthemerops
Magwengiella nycthemerops là một loài tò vò trong họ Ichneumonidae.